# Pantxi Sirieix
Gilles François Pantxi Sirieix (* 7. října 1980, Bordeaux, Francie) je francouzský fotbalový záložník baskické národnosti, který působí ve francouzském klubu Toulouse FC.

## Klubová kariéra
S fotbalem začínal v mládežnických týmech francouzského klubu AJ Auxerre. V sezóně 2000/01 se dostal do A-týmu. V Ligue 1 debutoval 22. prosince 2001 v zápase s FC Lorient (remíza 2:2). V sezóně 2002/03 vyhrál s klubem francouzský fotbalový pohár Coupe de France, když Auxerre porazilo ve finále Paris Saint-Germain 2:1.
V létě 2004 podepsal kontrakt s Toulouse FC. V současnosti je nejstarším (věkově i služebně) fotbalistou Toulouse, prodloužil smlouvu do roku 2014.